# Gabriel Vallés (futbolista)
Gabriel Gustavo Vallés (Godoy Cruz, provincia de Mendoza, Argentina; 31 de mayo de 1986) es un futbolista argentino. Juega de defensa o mediocampista y su equipo actual es el Huracán Las Heras, del Torneo Federal A, tercera división de Argentina.

## Trayectoria

### Inferiores y debut en Godoy Cruz
Realizó las divisiones inferiores en Godoy Cruz Antonio Tomba. Su debut fue en 2003 frente a Huracán de Tres Arroyos por el torneo nacional B con solo 17 años, luego Primera División en ese equipo el 26 de agosto disputando el Apertura 2006 contra Gimnasia y Esgrima de Jujuy.[cita requerida]

### Independiente de Avellaneda
En 2010 firma contrato con el Club Atlético Independiente. A fin de ese año formaría parte del plantel que obtiene la Copa Sudamericana.[cita requerida]
Estuvo cerca de ser transferido durante 2012 y 2013 pero siempre renovó contrató con Independiente convirtiéndose en uno de los jugadores con mayor cantidad de años consecutivos en el club del plantel de 2014. formó parte del equipo del trece que 
Su primer gol en primera llega en 2013 frente a Ferro, con un gran remate desde fuera del área. Ese es el único gol hasta 2014 jugando para Independiente, ya que generalmente las incursiones ofensivas del jugador son por los extremos y el jugador no opta por el tiro al arco, sino enviando centros o asistencias a otros jugadores mejor ubicados.
En octubre de 2014 sufre la rotura de ligamentos cruzados de la rodilla izquierda, lo que lo margina de las canchas por 6 meses.
El 30 de junio de 2015 finaliza su contrato con Independiente, por lo que queda como jugador libre.

### Juventud Unida Universitario y Huracán Las Heras
El 3 de enero del 2016 firma contrato por 1 año y medio. En el mes de julio rescinde su contrato y firma con el club Santa Cruz Futebol Clube donde jugó hasta agosto del 2017.[cita requerida]
El 28 de julio de 2018 firma contrato para disputar el Torneo Federal A.[cita requerida]

## Clubes
| Club                         | País          | Año           | PJ  | Goles | Prom. |
| ---------------------------- | ------------- | ------------- | --- | ----- | ----- |
| Godoy Cruz                   | Argentina     | 2003-2010     | 111 | 1     | 0,01  |
| Independiente                | Argentina     | 2010-2015     | 97  | 1     | 0,10  |
| Juventud Unida Universitario | Argentina     | 2016          | 13  | 0     | 0,00  |
| Santa Cruz FC                | Brasil        | 2017          | 9   | 0     | 0,00  |
| Gutiérrez SC                 | Argentina     | 2017-2018     | 10  | 2     | 0,20  |
| Huracán Las Heras            | Argentina     | 2018-2021     | 42  | 1     | 0,24  |
| Gimnasia de Mendoza          | Argentina     | 2021          | 24  | 0     | 0,00  |
| Huracán Las Heras            | Argentina     | 2022-Act.     |     |       |       |
| Total carrera                | Total carrera | Total carrera | 306 | 5     | 0,02  |

## Palmarés

### Títulos internacionales
| Título            | Club          | País      | Año  |
| ----------------- | ------------- | --------- | ---- |
| Copa Sudamericana | Independiente | Argentina | 2010 |

### Otros logros
| Logro                      | Club          | País      | Año     |
| -------------------------- | ------------- | --------- | ------- |
| Ascenso a Primera División | Godoy Cruz    | Argentina | 2005-06 |
| Ascenso a Primera División | Godoy Cruz    | Argentina | 2007-08 |
| Ascenso a Primera División | Independiente | Argentina | 2013-14 |